# Таблетирование
Таблети́рование (лат. Tabulettatio) — технологическая операция изготовления из порошкообразных и волокнистых материалов таблеток. Производится прессованием с помощью таблеточных машин под давлением 50-300 МПа (обычно 250 мПа, реже более высоком).

## Стадии процесса
- Гранулирование (влажное или сухое)
- Смешивание
- Прессование
- Опудривание
- Нанесение оболочек
- Маркировка

## Оборудование
Процесс осуществляется при помощи таблеточных машин — устройств ударного, ротационного, эксцентрикового (салазочного или башмачного) типа. Применяется более 30 моделей, в том числе кривошипные таблеточные машины, узловыми функциональными элементами которых являются пуансон и матрица. Производительность современных роторных таблеточных машин достигает 0,5 млн таблеток в час. В аптечной практике ранее использовались ручная таблеточная машина (модель 57), автоматическая типа КР-2, малогабаритный кривошипный таблеточный пресс-автомат ТП-1М.

## Используемые величины
При таблетировании учитываются коэффициент уплотнения (сжатия) — отношение высоты порошка в матрице к высоте полученной таблетки, и коэффициент прессуемости - отношение массы таблетки (г) к её высоте (мм) при прессовании под давлением 120 мПа .